# Miloš Jelínek
Miloš Jelínek (* 10. März 1947 in Brünn) ist ein ehemaliger tschechoslowakischer Radrennfahrer und nationaler Meister im Radsport.

## Sportliche Laufbahn
Jelínek war Bahnradsportler und bestritt alle Disziplinen bis auf die Steherrennen. Seine ersten Medaillen bei den nationalen Titelkämpfen gewann er in der Mannschaftsverfolgung. 1965 startete er bei den UCI-Bahn-Weltmeisterschaften in der Mannschaftsverfolgung und gewann Bronze (u. a. mit Jiří Daler im Vierer). Ein Jahr später wurde die tschechische Auswahl erneut Dritter der Weltmeisterschaften. Bei den SKDA-Meisterschaften im Radsport 1967 gewann er den Sprint und das Tandemrennen. 1968 war er Teilnehmer der Olympischen Sommerspiele in Mexiko. Er bestritt das Tandemrennen und wurde beim Sieg von Daniel Morelon und Pierre Trentin Fünfter mit seinem Partner Ivan Kučírek. Im 1000-Meter-Zeitfahren wurde er als 15. klassiert. Mit Kučírek gewann er 1976 die Silbermedaille im Tandemrennen bei den UCI-Bahn-Weltmeisterschaften. National gewann er den Titel in der Mannschaftsverfolgung 1967 im Trikot des Vereins Dukla Pardubice. Im Sprint verwehrte ihm sein langjähriger Tandempartner Ivan Kučírek viermal den Titelgewinn: 1965, 1967, 1974 und 1976 wurde er jeweils Vize-Meister. Gemeinsam gewannen sie auf dem Tandem von 1966 bis 1975 sieben Titel. 1967 gewann er zudem den Titel im Zeitfahren. Zweimal, 1965 und 1970 gewann er das Sechstagerennen für Amateure in Brno.

## Berufliches
Jelínek arbeitete nach seiner aktiven Laufbahn als Trainer im Radsport. 1987 trainierte er die Bahnauswahl Chinas.